# 학동초등학교
학동초등학교는 대한민국 경기도 화성시에 있는 공립 초등학교이다.

## 학교 연혁
- 2007년 4월 1일 : 개교